# Ian Wallace
Ian Russell Wallace (ur. 29 września 1946 w Bury, zm. 22 lutego 2007 w Los Angeles) – brytyjski perkusista.
Znany głównie jako perkusista King Crimson. Wallace brał też udział w nagraniach płyt m.in. Boba Dylana, Jacksona Browne’a, Davida Lindleya, czy Stevie Nicks.
W 1990 roku Wallace osiedlił się w Nashville, skąd w 2004 roku wyjechał do Los Angeles, gdzie grał w musicalu Vala Kilmera The Ten Commandments. Jednym z jego ostatnich projektów było Crimson Jazz Trio, w którym grał jazzowe wersje klasyków z repertuaru King Crimson.
Muzyk zmarł 22 lutego 2007 na raka przełyku. Miał 60 lat.

## Dyskografia
- King Crimson – Islands (1971)
- King Crimson – Earthbound (1972)
- Bob Dylan – Street-Legal  (1978)
- Bob Dylan – Bob Dylan at Budokan (1979)
- Crimson Jazz Trio – King Crimson Songbook Vol. 1 (2005)